# Banon
Banon là một xã ở tỉnh Alpes-de-Haute-Provence, vùng Provence-Alpes-Côte d'Azur ở đông nam nước Pháp. Người dân ở khu vực này được gọi là Banonais.